# جوي هينسلي
جوي هينسلي هو سياسي أمريكي، ولد في 28 يوليو 1955 في هوهينوالد في الولايات المتحدة. نشط حزبياً في الحزب الجمهوري. وقد انتخب عضو مجلس نواب تينيسي ‏ وانتخب عضو مجلس ولاية تينيسي ‏.